# 羽鳥ぴよこ
羽鳥 ぴよこ（はとり ぴよこ、女性)は、原画家、グラフィッカーおよびイラストレーター。
元Lass所属で、2011年初め頃よりフリーで活動中。「鳥羽大輔」として女性向け作品の制作も行っている。埼玉県在住。

## 経歴
11eyes制作中にグラフィッカーとしてLassに入社、後にチーフグラフィッカーとなる。
2010年冬コミで各所に営業をしていた所HOOKSOFTで「ラブラブル」の彩色の仕事を行う事に。その縁でプロデューサKei氏の目に止まりStrawberry Nautsでは初のメイン原画を担当。

## 人物
好きなキャラクターや声優のグッズ集めが趣味。好きなアーティストはGRANRODEO。鶏肉や生ベーコン、苦いカフェラテを好み、嫌いな食べ物は緑黄色野菜やウナギ、わさび、からし、丸焼きにされたもの。
また、極度のショタコンである為、弟が欲しくてしょうがない模様。Twitterではストレス発散のごとくショタについて語っており、弟も募集している。

## 作品リスト

### アダルトゲーム

#### メイン原画
- 2011年4月15日 11eyes -Resona Forma- (Lass)
- 2011年11月25日 Strawberry Nauts (HOOKSOFT)
- 2012年5月25日 桜ノーリプライ (onomatope*)
- 2013年8月30日 PriministAr -プライミニスター- (HOOKSOFT)
- 2014年2月28日 恋する姉妹の六重奏 (Peassoft)[4]
- 2014年11月28日 残念な俺達の青春事情。（チュアブルソフト）
- 2015年11月27日 コドモノアソビ (Lump of Sugar)
- 2015年11月27日 マジカル☆ディアーズ (Navel honeybell)
- 2017年5月26日 お嬢様と憐れな（こ）執事 (Carol Works)[5]
- 2018年3月30日 バタフライシーカー (シルキーズプラス)
- 2018年4月27日 にゃんと素敵な夏色デイズ (MOONSTONE Honey)
- 2018年8月31日 バタフライシーカー ～カオス・ナイトメア～ (シルキーズプラス)
- 2019年7月26日 アイドル裏営業 ～汚されたステージ衣装～ (チャンネル奪)
- 2022年3月25日 南国プリズン 〜漂流した無人島が子作りしないと出られない島だった件〜 (evoLL）
- 2022年10月28日 電愛カノジョ 〜サ終を過ぎてもきみといたい〜 (スタジオ奪ルージュ）

#### サブ原画
- 2013年9月27日 恋×恋＝∞ 〜恋する乙女にできること〜 (Peassoft)[6]
- 2014年9月26日 ぷちよめ (LaBit Soft)[7]

#### SD原画
- 2016年5月27日 サクラノモリ†ドリーマーズ (MOONSTONE)

### ソーシャルゲーム
- 大日本学園戦国記 (Peassoft)

### 挿絵

#### ライトノベル
- IE -イマジナリーエフェクト-（著：南篠豊、講談社ラノベ文庫）
- 鎧の姫君たち（著：葉村哲、MF文庫J）
- 悪役、はじめました（著：千輝紅葉、オーバーラップ文庫）
- 君に謝りたくて俺は（著：わかつきひかる、講談社ラノベ文庫）
- 無能扱いされてパーティーから追放された――けど、なぜか女勇者が「君が必要だ」と言って一緒についてきた!?（著：アネコユサギ、MFブックス）

#### ジュブナイルポルノ
- 異世界からエッチなお姫様が嫁入りです!（著：水無瀬さんご、美少女文庫）
- 家賃50円のアパートに入居したら幽霊が出たのでとりあえず犯してみた（著：地球、二次元ドリーム文庫）

### 漫画
- 外道魔術師の憑依譚 〜最強剣士を乗っ取ったら、自分の身体を探すことになった〜（原作：新嶋紀陽、キャラクター原案：KeG、月刊コミック電撃大王連載）
- おっさんはうぜぇぇぇんだよ!ってギルドから追放したくせに、後から復帰要請を出されても遅い。最高の仲間と出会った俺はこっちで最強を目指す!（原作：おうすけ、キャラクター原案：エナミカツミ、マンガよもんが連載）